# Loreley

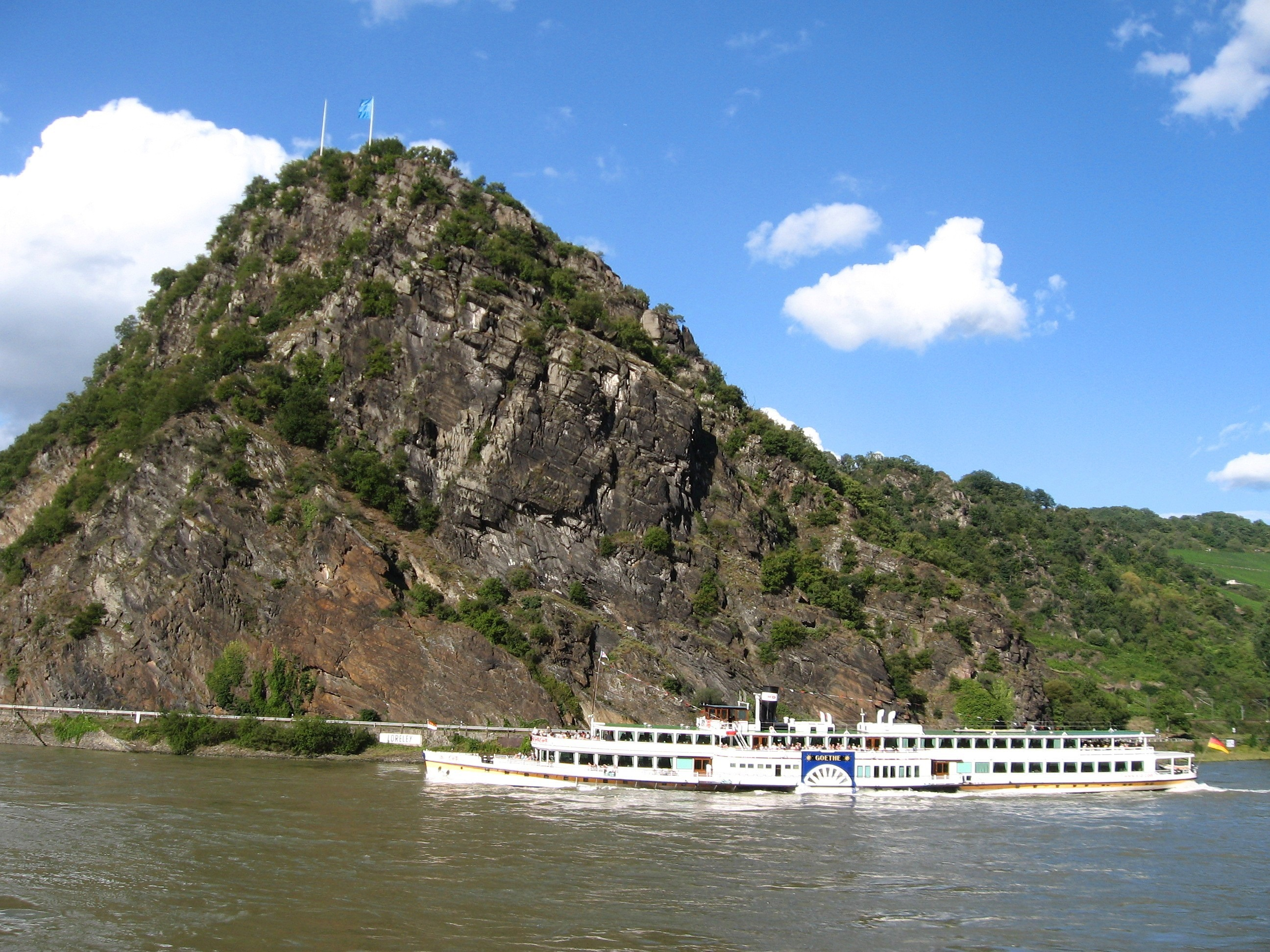
Loreley, a visszhangzó szikla a Rajna bal partjáról nézve

A Loreley (más néven: Lorelei, Lore-Ley, Lurley, Lurelei, Lurlei) egy palaszikla a németországi Sankt Goarshausen településnél, Rajna-vidék-Pfalz tartományban. A képződmény a keleti, jobb oldali Rajna-parton 132 méter magasra emelkedik. Ez a Rajna folyó legszűkebb pontja.
A szikla tetején kilátó található, innen néhány száz méterre pedig a Freilichtbühne Loreley elnevezésű szabadtéri színpad, ahol 1939 óta rendszeresen lépnek fel német és nemzetközi előadók, zenekarok.
Loreleynek nevezte el Clemens Brentano romantikus költő az 1801-ben írt balladájában a helyi mondákban szereplő szirént, aki szépségével és csodálatos énekhangjával bűvölte el a hajósokat, akik a veszélyes áramlás ellenére már nem a menetirányt figyelték, s így hajójuk összetört a sziklán. A legendát megénekelték mások is, így Heinrich Heine, Guillaume Apollinaire, Dsida Jenő, Weöres Sándor.
A Loreley néhány szikláját az 1930-as években felrobbantották, így az átjáró az évek során sokat veszített korábbi veszélyességéből.
2000 óta múzeum is működik ezen a helyen, amely tájékoztatja a látogatókat a régió kultúrájáról, gazdaságáról és természeti kincseiről.

## Heine verse
A Die Loreley című verset Heinrich Heine 1823-ban írta. Friedrich Silcher(de) zenésítette meg énekhangra zongorakísérettel 1838-ban.
Heine versét Liszt Ferenc is feldolgozta, ugyancsak énekhangra és zongorára.

## Kotta és dallam
| Ich weiß nicht, was soll es bedeuten, daß ich so traurig bin; ein Märchen aus alten Zeiten, das kommt mir nicht aus dem Sinn. Die Luft ist kühl, und es dunkelt, und ruhig fließt der Rhein, der Gipfel des Berges funkelt im Abendsonnenschein. | Die schönste Jungfrau sitzet dort oben wunderbar; ihr gold'nes Geschmeide blitzet, sie kämmt ihr gold'nes Haar; sie kämmt es mit goldenem Kamme und singt ein Lied dabei, das hat eine wundersame, gewaltige Melodei. | Den Schiffer im kleinen Schiffe ergreift es mit wildem Weh, er sieht nicht die Felsenriffe, er schaut nur hinauf in die Höh'. Ich glaube, die Wellen verschlingen am Ende Schiffer und Kahn, und das hat mit ihrem Singen die Lorelei getan. |
| Nem értem, a dal mit idéz föl, s hogy oly bús mért vagyok: egy régi, régi regétől nem szabadulhatok. Már hűvös az este; a Rajna nyugodtan folydogál; a hegycsúcs sugarasra gyúlt alkonypírban áll.                                               | Ott fenn ül – ékszere csillog – a leggyönyörűbb leány; aranyhaja messzire villog aranyfésűje nyomán. Aranyban aranylik a fésű, s közben a lány dalol; hatalmas zengedezésű varázs kél ajkairól.                       | A hajósnak a kis ladikban szive fáj, majd meghasad; nem le, hol a zátony, a szirt van – fel néz, fel a csúcsra csak! Végűl ladikot s ladikost a mélységbe sodorja az ár… S hogy ez így lett, ő okozta dalával, a Loreley.                    |

## Felvételek
- Friedrich Silcher(en) – Heinrich Heine:  Die Loreley. Justus Seeger ének, Amina Taikenova zongora  YouTube (2013. június 7.)  (Hozzáférés: 2016. november 29.) (videó)
- Friedrich Silcher(en) – Heinrich Heine:  Die Loreley. Isabelle Kusari  YouTube (2014. március 25.)  (Hozzáférés: 2016. november 29.) (audió)
- Heinrich Heine:  Die Loreley. YouTube (2013. augusztus 26.)  (Hozzáférés: 2016. november 29.) (audió)